# Municipio de Lakewood (condado de Lake of the Woods)
El municipio de Lakewood (en inglés: Lakewood Township) es un municipio ubicado en el condado de Lake of the Woods en el estado estadounidense de Minnesota. En el año 2010 tenía una población de 85 habitantes y una densidad poblacional de 1,18 personas por km².

## Geografía
El municipio de Lakewood se encuentra ubicado en las coordenadas 46°54′16″N 91°59′16″O / 46.90444, -91.98778. Según la Oficina del Censo de los Estados Unidos, el municipio tiene una superficie total de 72.08 km², de la cual 72,08 km² corresponden a tierra firme y (0 %) 0 km² es agua.

## Demografía
Según el censo de 2010, había 85 personas residiendo en el municipio de Lakewood. La densidad de población era de 1,18 hab./km². De los 85 habitantes, el municipio de Lakewood estaba compuesto por el 95,29 % blancos, el 3,53 % eran asiáticos y el 1,18 % eran de una mezcla de razas. Del total de la población el 1,18 % eran hispanos o latinos de cualquier raza.